# Globulischiza squamosa
Globulischiza squamosa är en skalbaggsart som beskrevs av Frey 1974. Globulischiza squamosa ingår i släktet Globulischiza och familjen Melolonthidae. Inga underarter finns listade i Catalogue of Life.